# Long-term support
En informatique, une version Long-term support ou LTS (en français Support à long terme) désigne une version spécifique d'un logiciel dont le support est assuré pour une période de temps plus longue que la normale. 
Il s'agit de la mise en œuvre de la politique de gestion du cycle de vie d'un produit dans le domaine du génie logiciel, avec notamment l'application des principes de l'ingénierie de la fiabilité au processus de développement et de maintenance du logiciel. Le support à long terme étend la durée de la maintenance applicative ; il modifie également le type et la fréquence de publication des mises à jour (correctifs) pour réduire le risque, les dépenses et les perturbations liés au déploiement de logiciels, tout en favorisant la fiabilité. Le Support à long terme n'implique toutefois pas de support technique.
Le support à long terme commence par le gel des fonctionnalités : des patchs peuvent être livrés pour corriger des bugs et combler de failles de sécurité, mais aucune nouvelle fonctionnalité — susceptible de causer des régressions — n'est acceptée. Le responsable de la maintenance distribue des correctifs sous forme de patches unitaires, de packages ou des service packs. À la fin de la période de support, le produit passe en fin de vie.
Le terme support à long terme est généralement réservé à des versions définies d'un logiciel, dont l'éditeur garantit en général une période de maintenance minimale de deux ans, soit une période largement plus longue que la durée de vie d'une version ordinaire. Un terme apparenté est le support à court terme (STS, Short-term support), qui désigne un support de durée ordinaire.

## Besoin de soutien à long terme
Traditionnellement, le cycle de vie des logiciels de nombreux projets open source suivent soit la règle dite release early, release often (publiez tôt, publiez souvent), soit un calendrier de publication à dates régulières. Dans les deux cas, chaque nouvelle version peut apporter des correctifs de bugs, des correctifs de vulnérabilités ou de nouvelles fonctionnalités.
Généralement, les grandes organisations et certains professionnels travaillant sur des projets critiques recherchent prioritairement la stabilité et pour cette raison maintiennent longtemps en service une version validée d'un logiciel. Tant qu'elle est commissionnée, cette version ne peut recevoir que des correctifs de sécurité. Le monde professionnel part du principe que les ajouts de fonctionnalités peuvent introduire des régressions dans les logiciels. Le rétroportage dans la version déployée des seuls correctifs de sécurité intégrés dans chaque nouvelle version publiée est théoriquement possible, mais en pratique cette solution est très complexe et très coûteuse à mettre en œuvre.
Même sans les risques, pour ces types d'utilisateurs, de nouvelles fonctionnalités sont également souvent coûteux. Mise à jour d'une application web avec une configuration sensible, par exemple, peut avoir besoin de la coopération de beaucoup de gens: les Développeurs de rénovation; un administrateur de base de données pour la base de données de schéma de changements; les testeurs de logiciels pour les tests de régression; un gestionnaire de projet pour la planification, la liaison, et la facilitation; un administrateur système ou le responsable de publication pour le déploiement de logiciels de supervision; et IL les opérations de personnel pour les sauvegardes, installation, et de récupération en cas de catastrophe.
Les versions LTS d'un logiciel permettent généralement de répondre à ces préoccupations en apportant uniquement des mises à jour justifiées par un objectif de sécurité — le risque lié à l'installation de ces mises à jour doit toujours être moins élevé que le risque de ne pas les installer.

## Exemples de logiciels ayant des versions LTS
Ce tableau répertorie uniquement les logiciels disposant de versions LTS en plus des versions normales. De nombreux projets, comme Ubuntu, fournissent un support à long terme pour chaque version dont la majeure est un chiffre pair.
| Logiciel        | Type                      | Date de la 1re version LTS    | Durée LTS     | Durée STS  | Notes |
| --------------- | ------------------------- | ----------------------------- | ------------- | ---------- | --- |
| Ubuntu          | Distribution Linux        | 1er juin 2006 (v6.06 LTS)     | 5 ans         | 9 mois[a]  | Une nouvelle version LTS est publiée tous les deux ans. De 2006 à 2011, la durée du support était de deux ans pour les versions bureau, et de cinq ans pour les versions serveur. Cette durée est passée à cinq ans pour les deux versions.                                                                         |
| Trisquel 7.0    | Distribution Linux        | 4 novembre 2014               | 5 ans         | 1 an       | |
| Symfony         | Framework applicatif      | Juin 2013                     | 3 ans         | 8 mois     | |
| Joomla!         | CMS                       | Janvier 2008 (v1.5)           | 2 ans, 3 mois | 7 mois     | Puisque Joomla! est une application web, le support à long terme implique le support d'anciennes versions des navigateurs web. |
| Tiki-wiki       | Wiki CMS                  | Mai 2009 (Tiki3)              | 5 ans         | 6 mois     | Chaque 3e version est une version LTS. |
| Linux Mint      | Distribution Linux        | 8 juin 2008                   | 5 ans         | 6 mois     | Depuis la version 13, la durée du support LTS est de cinq ans, suivant en cela Ubuntu, dont elle dérive. |
| Linux kernel    | Kernel                    | 11 octobre 2008 (v2.6.27)     | 6 ans         | Variable   | Les versions v2.6.16 et v2.6.x du kernel Linux avaient un support non officiel semblable au support LTS. En 2011, un groupe de travail de la Fondation Linux mit en place la Long Term Support Initiative, un support LTS formel,.                                                                                  |
| TYPO3           | CMS                       | janvier 2011 (v4.5 LTS)       | 3 ans (min.)  | Variable   | TYPO3 est une application web application développée par l'association TYPO3. |
| Mozilla Firefox | Navigateur web            | 31 janvier 2012 (v10.0)       | 1 an          | 6 semaines | Les versions LTS de Firefox sont appelées ESR (Extended Support Release). |
| Django          | Framework applicatif      | 23 mars 2012 (v1.4)           | 3 ans         | 16 mois    | |
| Laravel         | Framework applicatif      | 9 juin 2015 (v5.1)            | 3 ans         | 1 an       | Les versions LTS reçoivent des correctifs pendant 2 ans et des mises-a-jour de sécurité pendant 3 ans (6 mois et 1 an autrement). |
| Windows 10      | Operating system          | 29 juillet 2015 (v10.0.10240) | 10 ans        | 4–8 mois   | Appelées "Long Term Servicing Branch" ou LTSB (soit "branche de maintenance à long terme"), ces versions de Windows 10 Entreprise Edition pour des systèmes critiques sont supportées pendant 10 ans. Elles reçoivent des mises à jour de sécurité mensuelles, qui apportent rarement de nouvelles fonctionnalités. |
| Node.js         | Environnement d'exécution | 12 octobre 2015 (v4.2.0)      | 18 mois       | 12 mois    | |

a.  La période de support de Debian, la distribution dont dérive Ubuntu, est d'un an après la sortie de la  version stable suivante,.